# Auberry
Auberry é uma Região censo-designada localizada no Estado americano da Califórnia, no Condado de Fresno.

## Geografia
A área total da cidade é de 49,8 km²  waarvan slechts 0,36% water is.

## Demografia
De acordo com o censo de 2000, a densidade populacional é de 41,4/km² (107,2/mi²) entre os 2053 habitantes, distribuídos da seguinte forma:
- 86,65% caucasianos
- 0,44% afro-americanos
- 5,16% nativo americanos
- 0,73% asiáticos
- 0,10% nativos de ilhas do Pacífico
- 2,05% outros
- 4,78% mestiços
- 8,52% latinos

Existem 539 famílias na cidade, e a quantidade média de pessoas por residência é de 2,67 pessoas.

## Localidades na vizinhança
O diagrama seguinte representa as localidades num raio de 40 km ao redor de Auberry. 